# People's Choice Awards 1993
La 19ª edizione dei People's Choice Awards, presentata da John Ritter e Jane Seymour, si è svolta agli Universal Studios Hollywood il 17 marzo 1993 ed è stata trasmessa dalla CBS.
In seguito sono elencate le categorie. Il relativo vincitore è stato indicato in grassetto.

## Cinema

### Film preferito
- Codice d'onore (A Few Good Men), regia di Rob Reiner

### Film drammatico preferito
- Codice d'onore (A Few Good Men), regia di Rob Reiner
- Guardia del corpo (The Bodyguard), regia di Mick Jackson
- Malcolm X, regia di Spike Lee

### Film commedia preferito
- Mamma, ho riperso l'aereo: mi sono smarrito a New York (Home Alone 2: Lost in New York), regia di Chris Columbus (ex aequo)
- Sister Act - Una svitata in abito da suora (Sister Act ), regia di Emile Ardolino (ex aequo)
- Il distinto gentiluomo (The Distinguished Gentleman), regia di Jonathan Lynn

### Attore cinematografico preferito
- Kevin Costner
- Robert De Niro
- Tom Hanks
- Robin Williams

### Attrice cinematografica preferita
- Whoopi Goldberg
- Demi Moore
- Meg Ryan
- Meryl Streep

### Attore preferito in un film drammatico
- Kevin Costner – Guardia del corpo (The Bodyguard)

### Attrice preferita in un film drammatico
- Demi Moore – Codice d'onore (A Few Good Men)
- Whitney Houston – Guardia del corpo (The Bodyguard)
- Sharon Stone – Basic Instinct

### Attore preferito in un film commedia
- Steve Martin – Moglie a sorpresa (Housesitter)
- Eddie Murphy – Il distinto gentiluomo (The Distinguished Gentleman)
- Robin Williams – Toys - Giocattoli (Toys)

### Attrice preferita in un film commedia
- Whoopi Goldberg – Sister Act - Una svitata in abito da suora (Sister Act )
- Goldie Hawn
- Meryl Streep

## Televisione

### Serie televisiva drammatica preferita
- Avvocati a Los Angeles (L.A. Law)
- California (Knots Landing)
- L'ispettore Tibbs (In the Heat of the Night)

### Serie televisiva commedia preferita
- Quell'uragano di papà (Home Improvement)
- Cin cin (Cheers)
- Pappa e ciccia (Roseanne)

### Nuova serie televisiva drammatica preferita
- Melrose Place
- La famiglia Brock (Picket Fences)
- Going to Extremes

### Nuova serie televisiva commedia preferita
- Martin
- Hearts Afire
- Innamorati pazzi (Mad About You)

### Soap opera preferita
- Febbre d'amore (The Young and the Restless) (ex aequo)
- La valle dei pini (All My Children) (ex aequo)
- Il tempo della nostra vita (Days of Our Lives)

### Attore televisivo preferito
- Tim Allen – Quell'uragano di papà (Home Improvement)
- Bill Cosby – I Robinson (The Cosby Show)
- Jerry Seinfeld – Seinfeld

### Attrice televisiva preferita
- Candice Bergen – Murphy Brown
- Kirstie Alley
- Roseanne Barr
- Angela Lansbury

## Musica

### Artista maschile preferito
- Garth Brooks

### Artista femminile preferita
- Whitney Houston

### Gruppo musicale preferito
- Alabama
- Boyz II Men
- Stafford Brothers

### Artista country maschile preferito
- Garth Brooks

### Artista country femminile preferita
- Reba McEntire
- Wynonna Judd
- Dolly Parton

### Video preferito
- I Will Always Love You (Whitney Houston), diretto da Alan Smithee

## Altri premi

### People's Choice Awards Honoree
- California (Knots Landing)
- Cin cin (Cheers)